# Švapski vlak
Švapski vlakovi je pojam koji označava organizirani dolazak i naseljavanje Nijemaca (prvenstveno Švaba) kao posljedicu turskih ratova na gotovo zapuštena područja Mađarske, Slavonije, Bačke, Banata i Erdelja od strane austrijskih careva 18. stoljeća. Osim vladinih programa, to je bilo i zbog napora privatnih zemljoposjednika u Kraljevini Ugarskoj, uključujući i crkvene zemljoposjednika, da dobili radnike na svojoj zemlji.